# Mike Kehoe
Michael Leo Kehoe, né le 17 janvier 1962 à Saint-Louis, est un homme politique américain, membre du Parti républicain. Il est gouverneur du Missouri depuis le 13 janvier 2025. 
Kehoe a auparavant siégé au Sénat du Missouri, représentant le 6e district sénatorial de l'État. Il est lieutenant-gouverneur du Missouri de 2018 à 2025.

## Premières années
Kehoe est né et a grandi dans la région de Saint-Louis avec sa mère monoparentale, il était le plus jeune des six enfants. Son père a quitté la famille alors qu'il n'avait qu'un an. Il a fréquenté le Chaminade College Preparatory School.

## Sénat du Missouri
Kehoe est nommé par le gouverneur Matt Blunt à la Missouri Highway and Transportation Commission en 2005. Sans avoir occupé un poste élu auparavant, Kehoe s'est présenté au 6e siège du Sénat de l'État du district pour succéder à Carl Vogel. Lors d'une primaire républicaine proche, il a battu trois autres candidats pour se qualifier pour les élections générales de 2010, où il s'est présenté sans opposition.
Lors de la 96e Assemblée générale du Missouri, le sénateur Kehoe siège aux comités des transports, comme vice-président, ainsi que membre de ceux de l'éducation, du commerce, de la protection des consommateurs, de l'énergie et de l'environnement.

## Lieutenant-gouverneur du Missouri
Le 18 juin 2018, le gouverneur Mike Parson nomme Mike Kehoe lieutenant-gouverneur du Missouri. La nomination est accompagnée d'une incertitude juridique, car une loi d'État (et non la Constitution du Missouri) précise que le gouverneur peut pourvoir à tous les postes vacants « à l'exception des postes de lieutenant-gouverneur, de sénateur ou de représentant, de shérif ou de registraire des actes de la ville. de Saint-Louis ». La Constitution du Missouri dispose elle que « le gouverneur  tous les postes vacants dans les fonctions publiques, sauf disposition contraire de la loi, et ses personnes nommées serviront jusqu'à ce que leurs successeurs soient dûment élus ou nommés et qualifiés. » Parson déclare qu'il croyait que la Constitution lui donnait le pouvoir de nommer Kehoe comme lieutenant-gouverneur.
Les démocrates sont déboutés de leur recours devant la Cour de circuit du comté de Cole en raison d'un manque de qualité et de l'imprécision de la loi de l'État qui stipule que cela ne peut pas être fait, mais ne fournit pas de processus pour pourvoir le poste. Cette décision vient en appel (no SC97284) devant la Cour suprême du Missouri, avec une plaidoirie tenue le 7 novembre 2018. Le 16 avril 2019, la Cour suprême du Missouri confirme la nomination de Kehoe au poste de lieutenant-gouverneur par un vote de 5 pour contre 2. La décision rédigée par le juge en chef Zel Fischer déclare que «le gouverneur Parson relevait de son autorité constitutionnelle lorsqu'il a nommé Kehoe au poste de lieutenant-gouverneur ». En novembre 2020, il est élu lieutenant-gouverneur.

## Gouverneur du Missouri
Candidat à la succession de Mike Parson, Mike Kehoe remporte la primaire républicaine avant d'être élu gouverneur le 5 novembre 2024 en obtenant 59,14 % des voix face à la candidate démocrate Crystal Quade. Il prend ses fonctions le 13 janvier 2025.

## Vie personnelle
À 25 ans, Kehoe a commencé à travailler pour Osage Industries, une société impliquée dans les pièces automobiles et la fabrication d'ambulances. Après avoir vendu Osage Industries en 1992, il a acheté un concessionnaire automobile à Jefferson City, Missouri, mais l'a vendu peu après son entrée en politique. Kehoe et sa femme Claudia sont les parents de quatre enfants. Il est le deuxième catholique romain à occuper le poste de lieutenant-gouverneur du Missouri, le premier étant Thomas Eagleton.